# 岡田雄樹
岡田 雄樹（おかだ ゆうき、1987年10月8日 - )は、日本の男性俳優、声優。アトミックモンキー所属。東京都出身。

## 経歴
アトミックモンキー声優・演技研究所第14期卒業。
高校生であった2000年代から俳優として活動。テレビドラマやバラエティ番組、映画への出演のほか、劇団ヘロヘロQカムパニー劇団員として舞台俳優として活動。2010年代後半からはアニメや吹き替えなどの声優業も行っている。

## 人物
趣味・特技は音響オペレーター、ヒューマンビートボックス、フリースタイルラップ鑑賞。
俳優の長屋和彰は同い年であり友人である。
二児の父である。

## 出演

### テレビドラマ
- Stand Up!!（2003年、サッカー部員）
- WATER BOYS 2005夏（2005年、英雄）
- テネシーワルツ（2010年、17歳の根岸）
- 幻の甲子園（2010年）
- ひとりじゃない（2011年、松谷健太）
- 監察医・篠宮葉月 死体は語る（2012年、喫茶店店員）
- 大河ドラマ
  - 平清盛（2012年、北面の武士）
  - 八重の桜（2013年、新選組隊士）
- 水晶の鼓動 殺人分析班（2016年）

### テレビ番組
- 解決!ナイナイアンサー
- 奇跡体験!アンビリバボー
- シルシルミシル
- 徳光和夫の感動再会"逢いたい"
- ニンゲン観察バラエティ モニタリング
- ホメられてノビるくん
- わたしが子どもだったころ 三浦雄一郎篇

### 映画
- パートナーズ（2010年、相原道生）
- 繕い合う・こと（2023年） - 声の出演

### テレビアニメ
2021年
- ドラえもん（テレビ朝日版第2期）（2021年 - 2023年、自転車屋さん、怪人）

2022年
- 錆喰いビスコ（ウサギ面）
- キャップ革命 ボトルマンDX（黒服B・C、ボトルバトラー1、観客の男2、セイメイの仲間、男性ファン1 他）
- 名探偵コナン（2022年 - 2024年、桑野、男性客）

2023年
- 不滅のあなたへ（男、ウラリス兵、レンリル市民兵）
- シャドウバースF（男性）
- 人間不信の冒険者たちが世界を救うようです（観客）
- 青のオーケストラ（店員）
- ゾン100〜ゾンビになるまでにしたい100のこと〜（噛み付くゾンビ）
- ぼのぼの（2023年 - 2025年、アライグマくんのおとうさん〈2代目〉、ピッポさんのおとうさん 他）
- 冒険者になりたいと都に出て行った娘がSランクになってた
- 暴食のベルセルク（友人）

2024年
- 異修羅（メイジ市兵）
- はなかっぱ（長老夫）

2025年
- 外れスキル《木の実マスター》 〜スキルの実（食べたら死ぬ）を無限に食べられるようになった件について〜（門番）
- TO BE HERO X（ジャム）
- Turkey!（村人）

### 劇場アニメ
- 銀魂 THE FINAL（2021年）
- 竜とそばかすの姫（2021年）
- 劇場版 ソードアート・オンライン -プログレッシブ- 星なき夜のアリア（2021年）
- THE FIRST SLAM DUNK（2022年）
- BLUE GIANT（2023年）

### Webアニメ
- 危険信号ゴッデス（2019年、社長、大企業太郎、ゴリラ 他）

### ゲーム
- エゴエフェクト：フラクタス（2021年、アダム）
- 英雄伝説 黎の軌跡（2021年、ビクトル）
- 英雄伝説 黎の軌跡Ⅱ -CRIMSON SiN-（2022年、ビクトル）
- アーマード・コアVI ファイアーズオブルビコン（2023年）
- 崩壊：スターレイル（2024年、スコート）
- 原神（2024年、シュバランケ）

### 吹き替え

#### 映画（吹き替え）
2021年
- スペース・プレイヤーズ

2023年
- ウォンカとチョコレート工場のはじまり（理髪店の客②）

2024年
- Smile スマイル
- アメリカン・フィクション（ウィルソン）
- 運び屋（メヒコ3）※BSテレ東版
- インデペンデンス・デイ2024（ベニト将軍〈ヴィンス・デュヴァル〉）
- アイデア・オブ・ユー 〜大人の愛が叶うまで〜（ローリー 他）
- 犯罪都市 NO WAY OUT（ヤン・ジョンス〈イ・ジフン〉、ファン・ドング、ヒロシ）

2025年
- ビーキーパー（ジャクソン・プリッグ〈ドン・ジレ〉）
- マレガオンのスーパーボーイズ〜夢は映画と共に〜

#### ドラマ
2020年
- ロック&キー（コフィー）

2021年
- シェイムレス10 俺たちに恥はない
- スノードロップ（スンジュン）
- スワッガー（ロイヤル）

2022年
- セヴェランス（グレイナー〈マイケル・カンプスティ〉）

2024年
- レディ・イン・ザ・レイク（ファーディ〈イラン・ノエル〉）
- 百年の孤独（青年期のホセ・アルカディオ）

#### テレビ番組
- クラック コカインをめぐる腐敗と陰謀（ミッチ・クレドル）
- How I Built This（ケビン・シストロム）
- バングラデシュ: 気候変動がうばったスマイヤちゃんの暮らしと健康（ナレーション）
- 南スーダン:栄養不良から回復したアデュちゃん

#### アニメ
- 陰謀論のオシゴト（ベア・オー 他）
- サゴミニフレンズ（フィンズ）
- ルーニー・テューンズ・カートゥーンズ（サム・シープ・ドッグ）

### CM
- コカ・コーラC2 それぞれのマイウェイ篇

### MV
- ホイフェスタfeat.HIROKI from ORANGE RANGE「桜月」

### 舞台
劇団ヘロヘロQカムパニー公演
- アッパレ!〜下町大家族〜
- 冒険秘録 菊花大作戦」（齋藤）
- #バレルナキケン 〜with コロナ〜」
- 万歳!ゆめのコメディ演劇祭!〜芝居を招いて町おこし
- 立て！マジンガーZ!!（2022年12月4日、こくみん共済 coop ホール／スペース・ゼロ） - 海堂 役

その他
- オッドステージ「マーカライトブルー」（チボー）
- CBGK シブゲキ「minako- 太陽になった歌姫 -」（杵柄正）
- team キーチェーン第 15 回本公演「澄み、毒。」（高村）
- 朗読劇「リクエストをよろしく」（松戸）

### その他コンテンツ
- おれ達バズる気ねぇし!?
- WEB モンテローザ パイコレ!キャンペーン
- 陸上自衛隊広報VP「守りたい人がいる 陸上自衛官からの手紙」（片桐ケンジ）
- 2022年度ユニセフ学校募金 春季資料
- ユニセフDVD学習教材